# Moravsko-šlezijski okraj
Moravsko-šlezijski okraj (češko Moravskoslezský kraj) je administrativna enota (okraj) Češke republike. Leži na skrajnem vzhodu države in meji na severovzhodu na Poljsko ter na jugovzhodu na Slovaško, od čeških okrajev pa na Olomuški okraj na zahodu in Zlinski okraj na jugu. Glavno mesto je Ostrava. Je tudi statistična regija ravni NUTS 2 po sistemu klasifikacije statističnih teritorialnih enot v Evropski uniji.
Okraj je na račun rudnih bogastev v Beskidih že od 19. stoletja eden najbolj industrializiranih delov Evrope. Najpomembnejše panoge so rudarstvo, metalurgija, proizvodnja električne energije in avtomobilska ter kemična industrija. Posledično je eden najbolj onesnaženih predelov Češke, zaradi upadanja pomena težke industrije v sodobnem evropskem gospodarstvu pa so pogoste tudi socialne težave. Večji delež prebivalstva kot v ostalih okrajih je skoncentriran v mestih. Bolj ohranjeni so hriboviti predeli, kjer je nekaj zavarovanih območij. S približno 1,2 milijona prebivalcev je drugi najbolj naseljen češki okraj.

## Upravna delitev
Moravsko-šlezijski okraj se nadalje deli v šest okrožij (okres).
| Okrožje       | Prebivalcev (1. 1. 2020) | Površina [km²] | Gostota preb. [/km²] | Št. občin |
| ------------- | ------------------------ | -------------- | -------------------- | --------- |
| Bruntál       | 91.597                   | 1536           | 60                   | 67        |
| Frýdek-Místek | 214.660                  | 1208           | 178                  | 72        |
| Karviná       | 246.324                  | 356            | 692                  | 17        |
| Nový Jičín    | 151.577                  | 882            | 172                  | 54        |
| Opava         | 176.236                  | 1113           | 158                  | 77        |
| Ostrava-mesto | 320.145                  | 332            | 964                  | 13        |
| Skupaj        | 1.200.539                |                |                      |           |